# Kilkhortgang
Kilkhortgang – gewog w dystrykcie Cirang, w Bhutanie. Według danych z 2017 roku liczył  mieszkańców.